# Letaszítva
Letaszítva (eredeti cím: Fallen) egy 1998-as amerikai misztikus thriller, amit Gregory Hoblit rendezett. Denzel Washington egy philadelphiai rendőrnyomozót alakít, aki okkult gyilkosságok után nyomoz. John Goodman, Donald Sutherland, Embeth Davidtz, James Gandolfini és Elias Koteas is szerepel a filmben.
Egy lélekben sem bízhatsz.

## Cselekmény
|  | Alább a cselekmény részletei következnek! |

John Hobbes philadelphiai rendőrnyomozó meglátogatja a halálsoron lévő sorozatgyilkost, Edgar Reese-t, akinek elfogásában segédkezett. Reese jókedvében van, és beszélgetés közben megragadja Hobbes kezét, és egy ismeretlen nyelven, amelyet kezdetben halandzsának vélnek, de később arámi nyelvként azonosítanak, rosszindulatú monológot mond. Kivégzés közben Reese gúnyolódik a nézőkön, és a The Rolling Stones "Time Is on My Side" című számát énekli.
Hobbes és társa, Jonesy egy Reese stílusára emlékeztető gyilkosságsorozat után nyomoznak, amelyről feltételezik, hogy egy sorozatgyilkos leutánozza Reese "munkásságát". Hobbes egy Gretta Milano nevű nő nyomára bukkan. Gretta elmagyarázza, hogy az apja, egy volt nyomozó, öngyilkos lett egy elszigetelt faházban, miután megvádolták egy okkult gyilkosságsorozattal, amely hasonló ahhoz, amiben Hobbes és Jonesy nyomoz. Hobbes meglátogatja a Milano család elhagyatott tóparti házát. A pincében több nyugtalanító könyvet talál a démoni megszállottságról. Felfedezi az "Azázél" nevet is, amely egy falra van írva.
Gretta arra biztatja Hobbest, ejtse az ügyet, hogy megvédje saját és szerettei életét. Gretta elmagyarázza Hobbesnak, hogy Azázél egy bukott angyal, aki érintés útján képes megszállni az embereket. Hobbes rájön, hogy Azázél, miközben megszállta Edgar Reese-t, a kivégzés előtt kezet fogott vele, de őt nem tudta megszállni. Azazel meglátogatja Hobbest a körzetében, megszállja barátját, Lou-t, és gúnyolódik vele. Azázél emberről emberre vándorol, és minden egyes megszállt emberrel a "Time Is on My Side"-ot énekli. Hobbes megkérdezi Lou-t és többeket, hogy miért énekelték a dalt, de ők nem emlékeznek rá. Hobbes kifut, és arámi nyelven szólítja Azázélt. Hobbes azt mondja, hogy ismeri Azázél valódi kilétét; a démon megfenyegeti őt, és eltűnik.
Hobbes provokálása érdekében Azázél megszállja unokaöccsét, Samet, és megtámadja John értelmi fogyatékos bátyját, Artot az otthonukban. Ismét más emberekbe menekül az utcán, végül egy tanárnőben köt ki. Tanárként Azázél fegyvert ránt, és arra kényszeríti Hobbest, hogy lője le a nőt egy csapat járókelő előtt. Azázél azzal büszkélkedik, hogy ha jelenlegi gazdatestét megöli, át tud költözni egy másik gazdatestbe a környéken, anélkül, hogy hozzá kellene érnie.
Stanton hadnagy tájékoztatja Hobbest, hogy az egyik gyilkosság helyszínén megtalálták az ujjlenyomatát, és a tanárnő lelövésének bizarr körülményei miatt az összes gyilkosság gyanúsítottja lett. Azázél több szemtanút is megszáll, és azt állíttatja velük, hogy Hobbes hidegvérrel lelőtte a tanárnőt. Azázél betör Hobbes otthonába, és megöli a bátyját. Hobbes elviszi unokaöccsét Gretta házába. Gretta elmagyarázza, hogy ha kiszorul egy gazdatestből, Azázél csak addig tud utazni, amíg egy lélegzetvétel bírja, utána meghal.
Hobbes elmegy a Gretta faházba, és felhívja Jonesyt, mert tudja, hogy lenyomozzák a hívását. Stanton és Jonesy megérkezik, hogy letartóztassa Hobbest, Jonesy azonban megöli Stantont, és kiderül, hogy őt is megszállta Azázél. A démon felkészül arra, hogy lelője magát, ami lehetővé teszi számára, hogy megszállja Hobbest, az egyetlen másik embert a környéken. Hobbes megküzd Jonesyval a fegyveréért, és Jonesy halálosan megsebesül. Hobbes cigarettára gyújt, amelyet, mint elmagyarázza, ugyanazzal a méreggel kevertek, amellyel Azázél megölte a bátyját. Azázél gazdatest nélkül hagyja. Hobbes kigúnyolja őt, és megöli Jonesyt. Azázél megszállja Hobbest, kétségbeesetten megpróbál elmenekülni, de Hobbes meghal, miközben egy megszállt macska előbújik a kunyhó alól, és elindul vissza a város felé. A Rolling Stones "Sympathy for the Devil" című száma szól a záró stáblista alatt.
|  | Itt a vége a cselekmény részletezésének! |

## Szereplők
| Szerep              | Színész           | 1. Magyar szinkron | 2. Magyar szinkron< |
| ------------------- | ----------------- | ------------------ | ------------------- |
| John Hobbes nyomozó | Denzel Washington | Csankó Zoltán      | Jakab Csaba         |
| Jonesy nyomozó      | John Goodman      | Csurka László      | Koroknay Géza       |
| Stanton hadnagy     | Donald Sutherland | Helyey László      | Helyey László       |
| Gretta Milano       | Embeth Davidtz    | Kocsis Judit       | Nagy-Kálózy Eszter  |
| Lou nyomozó         | James Gandolfini  | Várkonyi András    | Kőszegi Ákos        |
| Edgar Reese         | Elias Koteas      | Zágoni Zsolt       | Schnell Ádám        |
| Tiffany             | Aida Turturro     |                    | Kiss Erika          |

## Bevétel
A Letaszítva 1998. január 16-án került a mozikba 2448 moziban. A mozipénztáraknál a nyitóhétvégéjén 10,4 millió dollárt hozott, ami a harmadik helyre volt elég, megelőzték, az ötödik hete műsoron lévő Titanic, és a hetedik hete műsoron lévő Good Will Hunting című filmek. A második hétvégén 4,9 millió dollárt hozott. Miután négy hétig volt a mozikban, a film az Egyesült Államokban 25,2 millió dollárt hozott.

## Kritikai visszhang
A Rotten Tomatoes-on a Letaszítva 40%-os tetszési indexet ért el 57 kritikus véleménye alapján. 23 kritikus pozitívan 34 kritikus negatívan értékelte a filmet.

## Fordítás
- Ez a szócikk részben vagy egészben  a   Fallen (1998 film) című angol Wikipédia-szócikk fordításán alapul.  Az eredeti cikk szerkesztőit annak laptörténete sorolja fel. Ez a jelzés csupán a megfogalmazás eredetét és a szerzői jogokat jelzi, nem szolgál a cikkben szereplő információk forrásmegjelöléseként.